# Colláu Joz
El colláu Joz (según el IGN, collado de Hoz) es un paso de montaña en el sector oriental de la cordillera Cantábrica, que enlaza el valle del Nansa con el de Liébana, en el oeste de Cantabria (España).  
Está situado a 658 m s. n. m. de altitud y comunica las poblaciones de Lafuente (Lamasón) y Piñeres (Peñarrubia). A unos cientos de metros se encuentra la llamada Bolera de los Moros, fortaleza altomedieval; el mirador de Jozarcu, suspendido sobre el desfiladero de la Hermida; y la ermita de Santa Catalina, todo ello en el monte Jozarcu.